# Maxmilián Josef z Fürstenbergu
Maxmilián Josef z Fürstenberg-Heiligenbergu (německy Maximilian Joseph von Fürstenberg-Heiligenberg; 19. června 1651 – 24. srpna 1676 Philippsburg) byl německý šlechtic, od roku 1676 kníže z Fürstenbergu-Heiligenbergu.

## Život
Maxmilián Josef byl jediným synem hraběte Ferdinanda Bedřicha Egona z Fürstenberg-Heiligenbergu (1623–1662) a jeho manželky Františky Alžběty z Montrichieru († 1668).
Po smrti svého otce v roce 1676[zdroj?] zdědil společný majetek s bratrancem Antonínem Egonem, který již předtím spravoval majetek s Ferdinandem Bedřichem po smrti svého otce Heřmana Egona v roce 1674.
Vláda Maxmiliána Josefa však trvala jen krátce. Byl jmenován císařským komorníkem a v armádě dosáhl hodnosti plukovníka. Padl ve válce proti Francii při obléhání Philippsburgu.
Jelikož jeho dvě děti zemřely v kojeneckém věku, přešla po jeho smrti práva k majetku plně do rukou bratrance Antonína Egona, který se tak stal jediným knížetem z Fürstenbergu-Heiligenbergu, a to až do roku 1716.

### Manželství a děti
Maxmilián Josef se v roce 1673 v Praze oženil s hraběnkou Annou Kokořovcovou z Kokořova (1655 – 25. 9. 1687), se kterou měl tyto děti:
- Václav (1674–1675)
- Maxmilián Josef (*/† 1675)